# Oswaldo Salas
Jorge Oswaldo Salas Williams (Lima, 3 de noviembre de 1962) es un actor peruano de cine, televisión y teatro.

## Carrera
En televisión debuta en 2008 con el personaje secundario “Pepito” en la serie peruana Sally, la muñequita del pueblo. En 2013 protagoniza el capítulo “Morir por un ideal” de la serie peruana Historias detrás de la muerte. En 2017 actúa en la miniserie Santa Rosa de Lima.
Su primera aparición cinematográfica fue en la película peruana Vidas paralelas en 2008.
En 2009, junto con otros tres actores peruanos, hace las voces referenciales para el laureado largometraje animado peruano-argentino “Rodencia y el Diente de la Princesa” de David Bisbano.
En 2011 actúa en el largometraje peruano La casa rosada del director Palito Ortega Matute cuyo estreno finalmente se realizó en 2018.
En 2012 rueda el multipremiado largometraje peruano Extirpador de idolatrías de Manuel Siles, donde tiene el personaje protagónico, con el que gana el Premio a Mejor Actor en el Encuentro Mundial de Cine en Denver, Estados Unidos y en el CinemAvvenire Film Festival en Roma, Italia en 2014. Luego del estreno en Perú en 2016, el crítico de cine Sebastián Pimentel del diario El Comercio elogia su actuación: "estupendo Oswaldo Salas", y a fin de año es Nominado a Mejor Actor de Cine en los Premios Luces de dicho diario.
Protagoniza el cortometraje Sonata para un calendario de la directora Carmenrosa Vargas, siendo seleccionado en numerosos festivales internacionales de cine, donde gana varios Premios al Mejor Actor.
En 2016 actúa en Vivir Ilesos, segundo largometraje del director Manuel Siles, estrenada en Perú en octubre de 2019.
En 2018 protagoniza el cortometraje Pisahueco del director Sergio Fernández Muñoz, el cual gana en 2019 el Concurso Nacional de Cortometrajes de la Dirección del Audiovisual, la Fonografía y los Nuevos Medios (DAFO) del Ministerio de Cultura del Perú. En el acta de evaluación del jurado elogian su actuación: "brinda una actuación sobresaliente". El crítico N.Khouri Ph.D del Monthly Indie Shorts elogió su interpretación: “ver al premiado actor principal Oswaldo Salas interpretando el papel de Ángel, un instructor que tiene una discapacidad física es un verdadero placer”. La crítica Tallulah Denyer del portal UK Film Review de Inglaterra igualmente elogia su actuación: “la actuación de Salas es excepcional”. Es nominado a Mejor Actor del Mes en enero de 2020 en el 12 Months Film Festival en Rumanía. Gana el Premio a la Mejor Interpretación Actoral en un Cortometraje en el Košice International Monthly Film Festival en Eslovaquia en abril de 2020, el Premio a Mejor Actor en el Monthly Indie Shorts en junio de 2020 y más de ochenta premios en otros festivales internacionales de cine. 
Es seleccionado para ser el primer Portador de la Antorcha Panamericana de los Juegos Panamericanos Lima 2019 en el tramo de la ciudad de Ica.

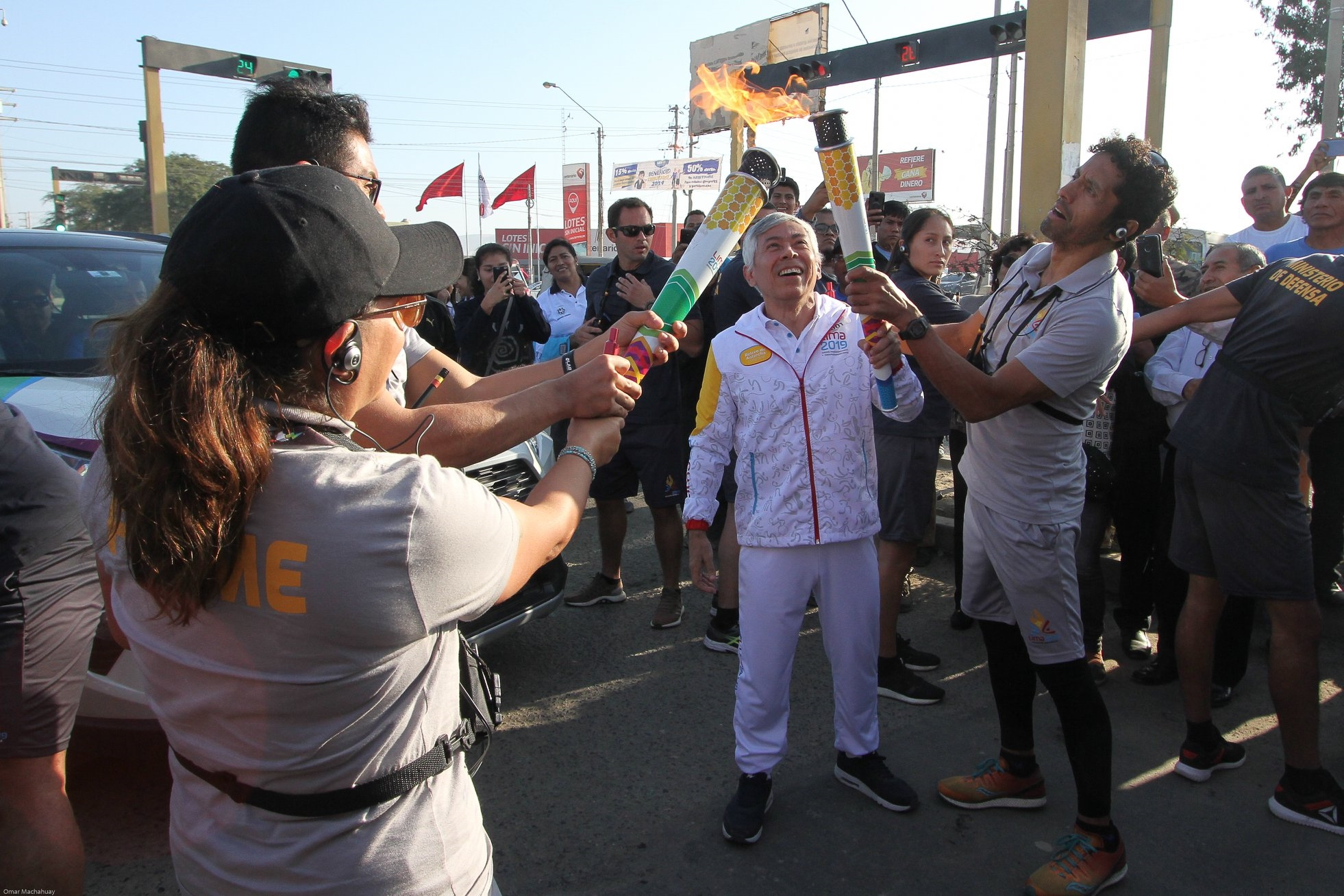
Oswaldo Salas iniciando su recorrido como el Primer Portador de la Antorcha Panamericana Lima 2019 en la ciudad de Ica

Es invitado a ser Jurado de la Competencia Internacional en el Festival Internacional de Cine de León, Guanajuato, México, a desarrollarse en noviembre de 2020.
En 2025 coprotagoniza el cortometraje "Inspiración" del director Diego Mezarina, cuyo estreno mundial se realizó en el Chicago Horror Film Festival, USA, en el mes de mayo de dicho año.

## Filmografía

### Películas
| Año  | Título                              | País           | Personaje                            | Director               | Notas        |
| ---- | ----------------------------------- | -------------- | ------------------------------------ | ---------------------- | ------------ |
| 2008 | Vidas Paralelas                     | Perú           | Juez                                 | Rocío Lladó            |              |
| 2011 | La Casa Rosada                      | Perú           | Militar chato                        | Palito Ortega Matute   |              |
| 2012 | Rodencia y el Diente de la Princesa | Perú Argentina | Mago Blue, General Rata, Edam abuelo | David Bisbano          | Voces        |
| 2014 | La Amante del Libertador            | Perú           | Voces en off                         | Rocío Lladó            | Voces        |
| 2015 | Los Suicidios de Sara               | Colombia       | Damián                               | Miguel Urrutia         |              |
| 2016 | Extirpador de Idolatrías            | Perú           | Waldo Mamani                         | Manuel Siles           |              |
| 2016 | Sonata para un Calendario           | Perú           | Alfonso                              | Carmenrosa Vargas      | Cortometraje |
| 2017 | Monstruo                            | Perú           | Ulderico                             | Macarena Sturmo        | Cortometraje |
| 2018 | Pisahueco                           | Perú           | Angel                                | Sergio Fernández Muñoz | Cortometraje |
| 2019 | Fe                                  | Perú           | Papá                                 | Terom                  | Mediometraje |
| 2019 | Vivir Ilesos                        | Perú Argentina | Empresario inmobiliario              | Manuel Siles           |              |
| 2020 | Monstruos                           | Perú           | Comprador                            | Diego Mezarina         | Cortometraje |
| 2020 | El Tiempo y el Silencio             | Perú           |                                      | Alonso Izaguirre       |              |
| 2025 | Inspiración                         | Perú           | Asesino serial                       | Diego Mezarina         | Cortometraje |

### Televisión
| Año  | Título                          | País | Personaje              | Notas                                  |
| ---- | ------------------------------- | ---- | ---------------------- | -------------------------------------- |
| 2008 | Sally, la muñequita del pueblo  | Perú | Pepito                 | Miniserie                              |
| 2009 | Clave Uno: Médicos en Alerta    | Perú | Antonio                | Serie. Segunda temporada               |
| 2010 | Leoncio Prado                   | Perú | Aníbal Fuenzalida      | Documental                             |
| 2011 | Yo no me llamo Natacha          | Perú | Minero                 | Miniserie. Primera temporada           |
| 2012 | Solamente Milagros              | Perú | Médico                 | Miniserie. Capítulo: La chica positiva |
| 2013 | Historias detrás de la muerte   | Perú | Felix Vargas Contreras | Serie. Capítulo 22: Morir por un ideal |
| 2017 | Santa Rosa de Lima              | Perú | Francisco Verdugo      | Miniserie.                             |
| 2020 | Chapa tu combi                  | Perú | Dr. Daniel Blanco      | Telenovela.                            |
| 2022 | Luz de luna 2: Canción para dos | Perú | Fabricio Ortega        | Telenovela.                            |

## Premios y nominaciones
| Año  | Premio                                                          | País                | Categoría                                                                              | Trabajo                   | Resultado |
| ---- | --------------------------------------------------------------- | ------------------- | -------------------------------------------------------------------------------------- | ------------------------- | --------- |
| 2014 | CinemAvvenire Film Festival                                     | Italia              | Mejor Actor                                                                            | Extirpador de Idolatrías  | Ganador   |
| 2014 | Encuentro Mundial de Cine                                       | Estados Unidos      | Mejor Actor                                                                            | Extirpador de Idolatrías  | Ganador   |
| 2016 | Premio Luces de El Comercio                                     | Perú                | Mejor Actor de Cine                                                                    | Extirpador de Idolatrías  | Nominado  |
| 2020 | 12 Months Film Festival                                         | Rumania             | Mejor Actor del Mes                                                                    | Pisahueco                 | Nominado  |
| 2020 | Košice International Monthly Film Festival                      | Eslovaquia          | Mejor Interpretación Actoral en un Cortometraje                                        | Pisahueco                 | Ganador   |
| 2020 | Košice International Monthly Film Festival                      | Eslovaquia          | Mejor Actor en Largometraje                                                            | Extirpador de Idolatrías  | Ganador   |
| 2020 | Prague International Monthly Film Festival (PIMFF)              | República Checa     | Mejor Actor en Cortometraje                                                            | Pisahueco                 | Finalista |
| 2020 | Prague International Monthly Film Festival (PIMFF)              | República Checa     | Mejor Actor en Largometraje                                                            | Extirpador de Idolatrías  | Finalista |
| 2020 | Indie Shorts Film Festival                                      | Estados Unidos      | Mejor Actor                                                                            | Pisahueco                 | Finalista |
| 2020 | Monthly Indie Shorts                                            |                     | Mejor Actor                                                                            | Pisahueco                 | Ganador   |
| 2020 | VIP Film Festival                                               | Italia              | Mejor Actor (Mención Honrosa)                                                          | Pisahueco                 | Ganador   |
| 2020 | Madras Independent Film Festival                                | India               | Premio al Actor Excepcional                                                            | Pisahueco                 | Ganador   |
| 2020 | Lonely Wolf: London International Film Festival                 | Reino Unido         | Mejor Actor Principal de Cortometraje                                                  | Pisahueco                 | Ganador   |
| 2020 | Halicarnassus Film Festival                                     | Turquía             | Mejor Actor                                                                            | Pisahueco                 | Ganador   |
| 2020 | Halicarnassus Film Festival                                     | Turquía             | Mejor Actor                                                                            | Sonata para un calendario | Ganador   |
| 2020 | BIMIFF - Brazil International Monthly Independent Film Festival | Brasil              | Mejor Actor de Mediometraje Internacional                                              | Pisahueco                 | Ganador   |
| 2020 | Eastern Europe Film Festival                                    | Rumania             | Mejor Actor                                                                            | Pisahueco                 | Ganador   |
| 2020 | Accord Cine Fest                                                |                     | Mejor Actor de Cortometraje                                                            | Pisahueco                 | Ganador   |
| 2020 | Kismet Virtual Film Festival                                    | Estados Unidos      | Mejor Interpretación                                                                   | Pisahueco                 | Ganador   |
| 2020 | Festival del Cortometraje Peruano                               | Perú                | Mejor Actor                                                                            | Pisahueco                 | Ganador   |
| 2020 | Luminous Frames Indie Festival                                  | Dinamarca           | Mejor Actor                                                                            | Pisahueco                 | Ganador   |
| 2020 | Bucharest ShortCut Cinefest                                     | Rumania             | Mejor Actor                                                                            | Pisahueco                 | Nominado  |
| 2020 | GIMFA - Gralha International Monthly Film Awards                | Brasil              | Mejor Actor de Cortometraje                                                            | Pisahueco                 | Ganador   |
| 2020 | 1st Monthly Film Festival                                       | Serbia              | Mejor Actor de Cortometraje                                                            | Pisahueco                 | Ganador   |
| 2020 | Film In Focus International Film Festival                       | Rumania             | Mejor Actor                                                                            | Pisahueco                 | Nominado  |
| 2020 | New Wave Short Film Festival                                    | Alemania            | Mejor Actor                                                                            | Pisahueco                 | Ganador   |
| 2020 | Under The Stars International Film Festival                     | Italia              | Mejor Actor                                                                            | Sonata para un calendario | Nominado  |
| 2020 | Pure Magic International Film Festival                          | Países Bajos        | Premio de Honor (al director, reparto y equipo)                                        | Pisahueco                 | Ganador   |
| 2020 | Garoa Awards - Monthly Film Festival of São Paulo               | Brasil              | Mejor Actor de Cortometraje Narrativo                                                  | Pisahueco                 | Ganador   |
| 2020 | AltFF Alternative Film Festival                                 | Canadá              | Mejor Actor Internacional de Cortometraje                                              | Pisahueco                 | Nominado  |
| 2020 | Beyond the Curve International Film Festival                    | Francia             | Mejor Actor Premio a la Excelencia                                                     | Pisahueco                 | Finalista |
| 2021 | Continental Film Awards                                         | India               | Mejor Actor de Cortometraje Sudamericano                                               | Pisahueco                 | Ganador   |
| 2021 | Best Film Awards                                                | Reino Unido         | Mejor Actor de Cortometraje                                                            | Pisahueco                 | Ganador   |
| 2021 | Best Film Awards                                                | Reino Unido         | Mejor Actor en Drama                                                                   | Sonata para un calendario | Ganador   |
| 2021 | New Jersey Film Awards                                          | Estados Unidos      | Mejor Actor de Cortometraje                                                            | Pisahueco                 | Ganador   |
| 2021 | New Jersey Film Awards                                          | Estados Unidos      | Mejor Actor                                                                            | Sonata para un calendario | Nominado  |
| 2021 | London International Web & Short Film Festival                  | Reino Unido         | Mejor Interpretación Masculina                                                         | Pisahueco                 | Ganador   |
| 2021 | 1st Monthly Film Festival                                       | Serbia              | Mejor Actor de Cortometraje                                                            | Sonata para un calendario | Ganador   |
| 2021 | Filmhaus: Berlin Film + New Media Competition                   | Alemania            | Mejor Actor Principal                                                                  | Pisahueco                 | Nominado  |
| 2021 | Short Encounters International Film Festival                    | Grecia              | Mejor Actor Principal                                                                  | Pisahueco                 | Nominado  |
| 2021 | Best Actor Award – New York                                     | Estados Unidos      | Mejor Actor en Drama (Premio Gold)                                                     | Pisahueco                 | Ganador   |
| 2021 | New York Tri-State International Film Festival                  | Estados Unidos      | Mejor Actor                                                                            | Pisahueco                 | Ganador   |
| 2021 | Golden Guara Awards                                             | Brasil              | Mejor Actor                                                                            | Pisahueco                 | Ganador   |
| 2021 | Lonely Wolf: London International Film Festival                 | Reino Unido         | Mejor Actor Principal del Año (Edición Lo Mejor del Año 2020)                          | Pisahueco                 | Nominado  |
| 2021 | V.i.Z. Film Fest                                                | Bulgaria            | Mejor Actor                                                                            | Pisahueco                 | Ganador   |
| 2021 | RIMA - Rio de Janeiro International Monthly Awards              | Brasil              | Mejor Actor                                                                            | Pisahueco                 | Ganador   |
| 2021 | RIMA - Rio de Janeiro International Monthly Awards              | Brasil              | Mejor Actor                                                                            | Sonata para un calendario | Nominado  |
| 2021 | Košice International Monthly Film Festival                      | Eslovaquia          | Mejor Actor de Cortometraje                                                            | Sonata para un calendario | Ganador   |
| 2021 | International Short Film Awards                                 | Estados Unidos      | Mejor Actor de Cortometraje Independiente                                              | Pisahueco                 | Ganador   |
| 2021 | OTB - Only The Best Film Awards                                 | Estados Unidos      | Mejor Actor (Premio del Jurado)                                                        | Pisahueco                 | Ganador   |
| 2021 | Bridge Fest                                                     | Canadá              | Mejor Actor de Largometraje (Edición Anual 2020)                                       | Extirpador de Idolatrías  | Ganador   |
| 2021 | Cooper Awards                                                   | Ucrania             | Mejor Actor de Cortometraje                                                            | Pisahueco                 | Ganador   |
| 2021 | New York International Film Awards - NYIFA                      | Estados Unidos      | Mejor Actor (Mención Honrosa)                                                          | Pisahueco                 | Ganador   |
| 2021 | Thessaloniki Free Short Festival                                | Grecia              | Mejor Actor                                                                            | Pisahueco                 | Nominado  |
| 2021 | Hollywood Indie Film Awards                                     | Estados Unidos      | Mejor Actor                                                                            | Pisahueco                 | Ganador   |
| 2021 | Super Indie Film Festival                                       | Estados Unidos      | Mejor Actor                                                                            | Pisahueco                 | Finalista |
| 2021 | BIMIFF - Brazil International Monthly Independent Film Festival | Brasil              | Mejor Actor de Mediometraje Internacional                                              | Sonata para un calendario | Nominado  |
| 2021 | BIMIFF - Brazil International Monthly Independent Film Festival | Brasil              | Mejor Actor de Mediometraje Internacional (Edición Lo Mejor de la 1.ª Temporada 20/21) | Pisahueco                 | Nominado  |
| 2021 | Festival Saindo da Gaveta                                       | Brasil              | Mejor Actor de Cortometraje Internacional                                              | Pisahueco                 | Ganador   |
| 2021 | ISAFF - International Symbolic Art Film Festival                | Rusia               | Mejor Actor                                                                            | Pisahueco                 | Nominado  |
| 2021 | ISAFF - International Symbolic Art Film Festival                | Rusia               | Mejor Actor                                                                            | Sonata para un calendario | Nominado  |
| 2021 | Accolade Global Film Competition                                | Estados Unidos      | Mejor Actor Principal (Premio a la Excelencia)                                         | Pisahueco                 | Ganador   |
| 2021 | New Creators Film Awards                                        | Francia             | Mejor Actor                                                                            | Pisahueco                 | Ganador   |
| 2021 | Garoa Awards - Monthly Film Festival of São Paulo               | Brasil              | Mejor Actor de Cortometraje Narrativo                                                  | Sonata para un calendario | Nominado  |
| 2021 | South America Awards                                            | Brasil              | Mejor Actor de Película Narrativa                                                      | Pisahueco                 | Nominado  |
| 2021 | AltFF Alternative Film Festival                                 | Canadá              | Mejor Actor de Cortometraje                                                            | Sonata para un calendario | Nominado  |
| 2021 | Couch Film Festival                                             | Canadá              | Mejor Actor (10:01-20:00 Minutos)                                                      | Pisahueco                 | Ganador   |
| 2021 | Niagara Falls International Short Festival                      | Estados Unidos      | Mejor Actor                                                                            | Pisahueco                 | Nominado  |
| 2021 | Oniros Film Awards                                              | Estados Unidos      | Mejor Actor                                                                            | Pisahueco                 | Nominado  |
| 2021 | Artisan International Film Festival                             | Reino Unido         | Mejor Actor                                                                            | Pisahueco                 | Ganador   |
| 2021 | T.I.F.A. - Tietê International Film Awards                      | Brasil              | Mejor Actor de Película Narrativa                                                      | Pisahueco                 | Nominado  |
| 2021 | 7Colours International Film Festival                            | India               | Mejor Actor de Cortometraje (Mención Honrosa)                                          | Pisahueco                 | Ganador   |
| 2021 | Cult Movies International Film Festival                         | Reino Unido         | Mejor Actor (Mención Honrosa)                                                          | Sonata para un calendario | Ganador   |
| 2021 | Global Monthly Online Film Competition                          | India               | Mejor Actor de Cortometraje                                                            | Sonata para un calendario | Ganador   |
| 2021 | Paris Shorts Film Awards                                        | Francia             | Mejor Actor                                                                            | Pisahueco                 | Nominado  |
| 2021 | Vienna International Film Awards                                | Austria             | Mejor Actor                                                                            | Pisahueco                 | Nominado  |
| 2021 | Latin America Film Awards                                       | Brasil              | Mejor Actor de Cortometraje                                                            | Pisahueco                 | Ganador   |
| 2021 | The IndieFEST Film Awards                                       | Estados Unidos      | Premio a la Excelencia al Mejor Actor Principal                                        | Pisahueco                 | Ganador   |
| 2021 | RIMA - Rio de Janeiro International Monthly Awards              | Brasil              | Lo Mejor del Año: Mejor Actor 2021                                                     | Pisahueco                 | Nominado  |
| 2021 | Ideal International Film Festival                               | India               | Mejor Actor de Cortometraje Extranjero (Segundo lugar)                                 | Pisahueco                 | Ganador   |
| 2021 | International Moving Film Festival                              | Irán                | Mejor Actor de Cortometraje                                                            | Pisahueco                 | Ganador   |
| 2022 | World Indie Film Awards                                         | Italia              | Mejor Actor                                                                            | Pisahueco                 | Ganador   |
| 2022 | Aarhus International Film Festival                              | Dinamarca           | Mejor Rol Masculino en Cortometraje (Premio Especial del Jurado)                       | Pisahueco                 | Ganador   |
| 2022 | Hollywood On The Tiber Film Awards                              | Italia              | Mejor Actor                                                                            | Pisahueco                 | Nominado  |
| 2022 | Hollywood On The Tiber Film Awards                              | Italia              | Mejor Actor                                                                            | Sonata para un calendario | Nominado  |
| 2022 | Druk International Film Festival                                | Bután               | Mejor Actor (Premio al Logro Sobresaliente)                                            | Pisahueco                 | Ganador   |
| 2022 | Reels International Film Festival                               | India               | Mejor Actor de Cortometraje Extranjero (2do Lugar)                                     | Pisahueco                 | Ganador   |
| 2022 | Fox International Film Festival                                 | Rusia               | Mejor Actor                                                                            | Pisahueco                 | Nominado  |
| 2022 | Kinocracy Festival - Monthly Film Awards                        | Brasil              | Mejor Actor de la Competencia                                                          | Pisahueco                 | Ganador   |
| 2022 | Film Olympiad                                                   | Grecia              | Mejor Actor Principal (Medalla de Bronce)                                              | Pisahueco                 | Ganador   |
| 2022 | FilmySea International Film Festival                            | India               | Mejor Actor de Cortometraje (3er Lugar)                                                | Pisahueco                 | Ganador   |
| 2022 | Krimson Horyzon International Film Festival                     | India               | Mejor Actor/Actriz (Premio al Logro Fenomenal)                                         | Pisahueco                 | Ganador   |
| 2022 | Milan Gold Awards                                               | Italia              | Mejor Actor (Mención Honrosa)                                                          | Pisahueco                 | Ganador   |
| 2022 | Milan Gold Awards                                               | Italia              | Mejor Actor (Mención Honrosa)                                                          | Sonata para un calendario | Ganador   |
| 2022 | FestCine Itaúna                                                 | Brasil              | Mejor Actor                                                                            | Pisahueco                 | Nominado  |
| 2022 | Luleå International Film Festival                               | Suecia              | Mejor Actor de Cortometraje (Semifinalista)                                            | Pisahueco                 | Nominado  |
| 2022 | FIC RIO (Festival Internacional de Curtas no Rio de Janeiro)    | Brasil              | Mejor Actor Internacional                                                              | Pisahueco                 | Nominado  |
| 2022 | OTB - Only The Best Film Awards                                 | Estados Unidos      | Mejor Actor                                                                            | Sonata para un calendario | Ganador   |
| 2022 | Eastern Europe Film Festival                                    | Rumania             | Mejor Actor                                                                            | Extirpador de Idolatrías  | Ganador   |
| 2022 | Phoenix Shorts                                                  | Canadá              | Mejor Actor de Cortometraje (Semifinalista)                                            | Sonata para un calendario | Nominado  |
| 2022 | London International Web & Short Film Festival                  | Reino Unido         | Mejor Interpretación Masculina (Mención Honrosa)                                       | Sonata para un calendario | Ganador   |
| 2022 | iF0's Latin & South American Competition                        | Estados Unidos      | Mejor Actor                                                                            | Pisahueco                 | Ganador   |
| 2022 | Florida Shorts                                                  | Estados Unidos      | Mejor Actor (Semifinalista)                                                            | Pisahueco                 | Nominado  |
| 2022 | White Vulture Film Festival                                     | Estados Unidos      | Mejor Actor Principal                                                                  | Pisahueco                 | Ganador   |
| 2022 | Nicomedia International Bi-Monthly Film Awards                  | Turquía             | Mejor Actor                                                                            | Pisahueco                 | Nominado  |
| 2022 | Vienna Indie Short Film Festival                                | Austria             | Mejor Actor                                                                            | Pisahueco                 | Nominado  |
| 2022 | Vienna Indie Short Film Festival                                | Austria             | Mejor Actor                                                                            | Sonata para un calendario | Ganador   |
| 2022 | European Youth Film Festival                                    | Rumania             | Mejor Actor (mayores de 26 años)                                                       | Pisahueco                 | Ganador   |
| 2022 | Onyko Films Awards                                              | Ucrania             | Mejor Actuación en Cortometraje                                                        | Sonata para un calendario | Ganador   |
| 2022 | Bluez Dolphins Monthly Online International Short Film Fest     | India               | Mejor Actor                                                                            | Pisahueco                 | Ganador   |
| 2022 | Emerald Peacock                                                 | Alemania            | Mejor Actor                                                                            | Pisahueco                 | Nominado  |
| 2022 | Robinson Film Awards                                            | Italia              | Mejor Actor                                                                            | Sonata para un calendario | Ganador   |
| 2022 | Best Shorts Competition                                         | Estados Unidos      | Mejor Actor Principal (Premio a la Excelencia)                                         | Pisahueco                 | Ganador   |
| 2022 | Couch Film Festival                                             | Canadá              | Mejor Actor (5:01-20:00 Minutos)                                                       | Sonata para un calendario | Nominado  |
| 2022 | Cinematic European Film Festival                                | Rumania             | Mejor Actor (Premio Especial)                                                          | Pisahueco                 | Ganador   |
| 2022 | New Creators Film Awards                                        | Francia             | Mejor Actor                                                                            | Sonata para un calendario | Nominado  |
| 2022 | Best Actor & Director Award – New York                          | Estados Unidos      | Mejor Actor en Película Muda (Premio Gold)                                             | Sonata para un calendario | Ganador   |
| 2022 | Cooper Awards                                                   | Ucrania             | Mejor Actor de Cortometraje                                                            | Sonata para un calendario | Ganador   |
| 2022 | New York Movie Awards                                           | Estados Unidos      | Mejor Actor (Mención Honrosa)                                                          | Pisahueco                 | Ganador   |
| 2022 | Actors Awards Los Angeles                                       | Estados Unidos      | Mejor Interpretación del Festival                                                      | Pisahueco                 | Ganador   |
| 2022 | Arrow International Film Festival                               | Francia             | Mejor Actor                                                                            | Pisahueco                 | Nominado  |
| 2022 | Roshani International Film Festival                             | India               | Mejor Actor de Cortometraje Extranjero                                                 | Sonata para un calendario | Ganador   |
| 2022 | T.I.F.A. - Tietê International Film Awards                      | Brasil              | Mejor Actor en Cortometraje Narrativo                                                  | Sonata para un calendario | Ganador   |
| 2022 | Ipê Amarelo Film Festival                                       | Brasil              | Mejor Actor de Cortometraje                                                            | Sonata para un calendario | Ganador   |
| 2022 | Indie Motion Club Film Awards                                   | Francia             | Mejor Actor                                                                            | Pisahueco                 | Ganador   |
| 2022 | Indie Short Fest                                                | Estados Unidos      | Mejor Actor                                                                            | Pisahueco                 | Nominado  |
| 2022 | Accolade Global Film Competition                                | Estados Unidos      | Mejor Actor Principal (Premio al Mérito)                                               | Sonata para un calendario | Ganador   |
| 2022 | World's Best Filmmaker Award                                    | India               | Mejor Actor                                                                            | Pisahueco                 | Ganador   |
| 2022 | East Coast Movie Awards                                         | Estados Unidos      | Mejor Actor de Drama                                                                   | Sonata para un calendario | Ganador   |
| 2022 | New York International Film Awards - NYIFA                      | Estados Unidos      | Mejor Actor                                                                            | Sonata para un calendario | Nominado  |
| 2022 | V.i.Z. Film Fest                                                | Bulgaria            | Mejor Actor de Cortometraje                                                            | Sonata para un calendario | Nominado  |
| 2022 | South America Awards                                            | Brasil              | Mejor Actor de Película Narrativa                                                      | Sonata para un calendario | Nominado  |
| 2022 | New York Tri-State International Film Festival                  | Estados Unidos      | Mejor Actor                                                                            | Sonata para un calendario | Ganador   |
| 2022 | Milestone International Film Festival                           | India               | Mejor Actor                                                                            | Pisahueco                 | Ganador   |
| 2022 | Nawada International Film Festival                              | India               | Mejor Actor                                                                            | Pisahueco                 | Ganador   |
| 2022 | Author Film Festival                                            | España              | Mejor Actor                                                                            | Sonata para un calendario | Nominado  |
| 2022 | The Gladiator Film Festival                                     | Turquía             | Mejor Actor                                                                            | Pisahueco                 | Ganador   |
| 2022 | Independent Shorts Awards                                       | Estados Unidos      | Mejor Actor (Premio Bronze)                                                            | Pisahueco                 | Ganador   |
| 2022 | RED Movie Awards                                                | Francia             | Mejor Actor                                                                            | Pisahueco                 | Nominado  |
| 2022 | Vegas Movie Awards                                              | Estados Unidos      | Mejor Actor (Premio al Mérito)                                                         | Pisahueco                 | Ganador   |
| 2022 | Brussels Wold Film Festival                                     | Bélgica             | Mejor Actor                                                                            | Pisahueco                 | Ganador   |
| 2022 | Latin America Film Awards                                       | Brasil              | Mejor Actor de Cortometraje                                                            | Sonata para un calendario | Ganador   |
| 2022 | Shri Narayan International Film Festival                        | India               | Mejor Actor de Cortometraje                                                            | Pisahueco                 | Ganador   |
| 2022 | Paris Film Awards                                               | Francia             | Mejor Actor (Premio Silver)                                                            | Sonata para un calendario | Ganador   |
| 2022 | New York Movie Awards                                           | Estados Unidos      | Mejor Actor                                                                            | Sonata para un calendario | Ganador   |
| 2022 | Milkyway Film Awards                                            | India               | Mejor Actor de Cortometraje                                                            | Pisahueco                 | Nominado  |
| 2022 | Andromeda Film Festival                                         | Turquía             | Mejor Actor                                                                            | Pisahueco                 | Ganador   |
| 2022 | Lens Fame International Film Festival                           | India               | Mejor Actor de Cortometraje                                                            | Sonata para un calendario | Ganador   |
| 2022 | Ideal International Film Festival                               | India               | Mejor Actor de Cortometraje Extranjero                                                 | Sonata para un calendario | Ganador   |
| 2022 | Carpe Diem Film Festival                                        | España              | Mejor Actor                                                                            | Pisahueco                 | Ganador   |
| 2022 | Filmyway International Film Festival                            | India               | Mejor Actor                                                                            | Pisahueco                 | Ganador   |
| 2022 | Niagara Falls International Short Festival                      | Estados Unidos      | Mejor Actor                                                                            | Sonata para un calendario | Nominado  |
| 2022 | Paris Shorts Film Awards                                        | Francia             | Mejor Actor                                                                            | Sonata para un calendario | Nominado  |
| 2022 | Tabriz Cinema Awards                                            | Irán                | Mejor Actor                                                                            | Pisahueco                 | Ganador   |
| 2022 | Tabriz Cinema Awards                                            | Irán                | Mejor Actor                                                                            | Sonata para un calendario | Ganador   |
| 2022 | T.I.F.A. - Tietê International Film Awards (Edición Anual 2022) | Brasil              | Mejor Actor en Cortometraje Narrativo                                                  | Sonata para un calendario | Nominado  |
| 2022 | Lonely Wolf: London International Film Festival                 | Reino Unido         | Mejor Actor Principal                                                                  | Sonata para un calendario | Nominado  |
| 2022 | Dramatica Film Festival                                         | España              | Mejor Drama de Ficción                                                                 | Sonata para un calendario | Ganador   |
| 2022 | Dramatica Film Festival                                         | España              | Mejor Actor                                                                            | Sonata para un calendario | Nominado  |
| 2022 | Gully International Film Festival                               | India               | Mejor Actor                                                                            | Pisahueco                 | Ganador   |
| 2022 | Asian Talent International Film Festival                        | India               | Mejor Actor                                                                            | Pisahueco                 | Ganador   |
| 2022 | International Motion Picture Awards                             | Canadá              | Mejor Protagonista (menos de 40 min)                                                   | Pisahueco                 | Ganador   |
| 2023 | Sipontum Arthouse International Film Festival                   | Italia              | Mejor Actor de Cortometraje                                                            | Pisahueco                 | Ganador   |
| 2023 | Janjira International Film Festival                             | India               | Mejor Actor de Cortometraje                                                            | Pisahueco                 | Ganador   |
| 2023 | Ashoka International Film Festival                              | India               | Mejor Actor                                                                            | Pisahueco                 | Ganador   |
| 2023 | White Vulture Film Festival (Edición Anual 2022)                | Estados Unidos      | Mejor Actor Principal                                                                  | Pisahueco                 | Ganador   |
| 2023 | The North Film Festival                                         | Suecia              | Mejor Actor de Cortometraje                                                            | Pisahueco                 | Nominado  |
| 2023 | Ipê Amarelo Film Festival                                       | Brasil              | Mejor Actor de Cortometraje                                                            | Pisahueco                 | Ganador   |
| 2023 | NexGn International Short Film Festival                         | India               | Mejor Actor (Premio a la Excelencia)                                                   | Sonata para un calendario | Finalista |
| 2023 | Reels International Film Festival                               | India               | Mejor Actor de Cortometraje Extranjero                                                 | Sonata para un calendario | Ganador   |
| 2023 | Venus Brightest Star International Film Festival                | India               | Mejor Artista Masculino de Cortometraje                                                | Sonata para un calendario | Nominado  |
| 2023 | VIP Fest (Lo Mejor del 2022)                                    | España              | Mejor Ficción                                                                          | Sonata para un calendario | Ganador   |
| 2023 | VIP Fest (Lo Mejor del 2022)                                    | España              | Mejor Actor                                                                            | Sonata para un calendario | Nominado  |
| 2023 | World Film Festival                                             | España              | Lo Mejor de América                                                                    | Sonata para un calendario | Ganador   |
| 2023 | World Film Festival                                             | España              | Mejor Actor                                                                            | Sonata para un calendario | Nominado  |
| 2023 | Luminous Frames                                                 | Georgia             | Mejor Actor Principal                                                                  | Sonata para un calendario | Nominado  |
| 2023 | South Sudan International Film Festival                         | Sudán del Sur       | Mejor Actor                                                                            | Pisahueco                 | Ganador   |
| 2023 | East Coast Movie Awards                                         | Estados Unidos      | Mejor Actor de Drama                                                                   | Pisahueco                 | Ganador   |
| 2023 | Golden Lion International Film Festival                         | India               | Mejor Actor de Cortometraje                                                            | Sonata para un calendario | Ganador   |
| 2023 | Royal Society of Television and Motion Picture Awards           | India               | Mejor Actor                                                                            | Sonata para un calendario | Ganador   |
| 2023 | World Film Carnival - Singapore                                 | Singapur            | Mejor Actor                                                                            | Sonata para un calendario | Ganador   |
| 2023 | Druk International Film Festival                                | Bután               | Mejor Actor (Premio al Logro Sobresaliente)                                            | Sonata para un calendario | Ganador   |
| 2023 | Giove International Film Festival                               | Italia              | Mejor Actor                                                                            | Pisahueco                 | Ganador   |
| 2023 | Black Swan International Film Festival                          | India               | Mejor Actor (Premio de la Crítica)                                                     | Sonata para un calendario | Ganador   |
| 2023 | Gangtok International Film Festival                             | India               | Mejor Actor                                                                            | Sonata para un calendario | Ganador   |
| 2023 | Jaisalmer International Film Festival                           | India               | Mejor Actor (Premio de la Crítica)                                                     | Sonata para un calendario | Ganador   |
| 2023 | Virgin Spring Cine Fest                                         | India               | Mejor Actor (Premio al Logro Sobresaliente)                                            | Sonata para un calendario | Ganador   |
| 2023 | Love & Hope International Film Festival                         | España              | Mejor Actor de Cortometraje                                                            | Pisahueco                 | Nominado  |
| 2023 | Golden Fern Film Awards                                         | India               | Mejor Actor (Premio de la Crítica)                                                     | Sonata para un calendario | Ganador   |
| 2023 | Robinson Film Awards (Edición Anual 2023)                       | Italia              | Mejor Actor (Mención Honrosa)                                                          | Sonata para un calendario | Ganador   |
| 2023 | International Gold Awards                                       | Estados Unidos      | Mejor Actor (Premio Gold)                                                              | Sonata para un calendario | Ganador   |
| 2023 | Skiptown Playhouse International Film Festival                  | Estados Unidos      | Mejor Interpretación Masculina en un Cortometraje                                      | Sonata para un calendario | Ganador   |
| 2023 | The North Film Festival – New York City                         | Estados Unidos      | Mejor Actor de Cortometraje                                                            | Pisahueco                 | Ganador   |
| 2023 | Independent Film Award                                          | Reino Unido         | Mejor Actor de Cortometraje                                                            | Pisahueco                 | Ganador   |
| 2024 | Actors Awards (Edición Anual 2023) Los Angeles                  | Estados Unidos      | Mejor Actor del Año                                                                    | Pisahueco                 | Nominado  |
| 2024 | VIP Fest (Lo Mejor del 2023)                                    | España              | Mejor Ficción                                                                          | Sonata para un calendario | Nominado  |
| 2024 | VIP Fest (Lo Mejor del 2023)                                    | España              | Mejor Actor                                                                            | Sonata para un calendario | Nominado  |
| 2024 | Asian Talent International Film Festival                        | India               | Mejor Actor de Cortometraje                                                            | Sonata para un calendario | Ganador   |
| 2024 | Asian Talent International Film Festival                        | India               | Mejor Actor (Premio Especial del Jurado) (2do Lugar)                                   | Sonata para un calendario | Ganador   |
| 2024 | Millesimo International Film Festival                           | Italia              | Mejor Actor                                                                            | Sonata para un calendario | Nominado  |
| 2024 | Art Film Awards                                                 | Macedonia del Norte | Mejor Actor                                                                            | Sonata para un calendario | Ganador   |
| 2024 | Art Film Awards                                                 | Macedonia del Norte | Mejor Actor                                                                            | Pisahueco                 | Ganador   |
| 2024 | Independent Film Award                                          | Reino Unido         | Mejor Actor de Cortometraje                                                            | Sonata para un calendario | Finalista |
| 2024 | Future Of Film Awards                                           | Macedonia del Norte | Mejor Actor                                                                            | Sonata para un calendario | Ganador   |
| 2024 | Future Of Film Awards                                           | Macedonia del Norte | Mejor Actor                                                                            | Pisahueco                 | Ganador   |
| 2024 | Sipontum Arthouse International Film Festival                   | Italia              | Mejor Actor/Actriz de Cortometraje                                                     | Sonata para un calendario | Ganador   |
| 2024 | Bluez Dolphins Monthly Online International Short Film Fest     | India               | Mejor Actor                                                                            | Sonata para un calendario | Ganador   |
| 2024 | IndieX Film Fest                                                | Estados Unidos      | Mejor Actor                                                                            | Pisahueco                 | Ganador   |
| 2024 | Luleå International Film Festival                               | Suecia              | Mejor Actor de Cortometraje (Semifinalista)                                            | Sonata para un calendario | Nominado  |
| 2024 | RED Movie Awards                                                | Francia             | Mejor Actor                                                                            | Sonata para un calendario | Nominado  |
| 2024 | Best Shorts Competition                                         | Estados Unidos      | Mejor Actor Principal (Premio al Mérito)                                               | Sonata para un calendario | Ganador   |
| 2024 | Independent Shorts Awards                                       | Estados Unidos      | Mejor Actor (Mención Honrosa)                                                          | Sonata para un calendario | Ganador   |
| 2024 | Hollywood Gold Awards                                           | Estados Unidos      | Mejor Actor                                                                            | Sonata para un calendario | Ganador   |
| 2024 | Florence Film Awards                                            | Italia              | Mejor Actor (Premio Gold)                                                              | Sonata para un calendario | Ganador   |
| 2024 | Actors Awards Los Angeles                                       | Estados Unidos      | Mejor Actor                                                                            | Sonata para un calendario | Nominado  |
| 2024 | Arthouse Festival of Beverly Hills                              | Estados Unidos      | Mejor Actor de Cortometraje                                                            | Sonata para un calendario | Nominado  |
| 2024 | Arthouse Festival of Beverly Hills                              | Estados Unidos      | Mejor Actor de Cortometraje                                                            | Pisahueco                 | Ganador   |
| 2024 | Fireline Film Festival                                          | Estados Unidos      | Mejor Actor                                                                            | Sonata para un calendario | Ganador   |
| 2024 | Cal Film Festival                                               | Estados Unidos      | Mejor Actor                                                                            | Pisahueco                 | Nominado  |